# Little Misema River
Little Misema River är ett vattendrag i Kanada.   Det ligger i provinsen Ontario, i den sydöstra delen av landet, 400 km nordväst om huvudstaden Ottawa.
I omgivningarna runt Little Misema River växer i huvudsak blandskog. Runt Little Misema River är det mycket glesbefolkat, med 7 invånare per kvadratkilometer.